# Gökleň-Teppich

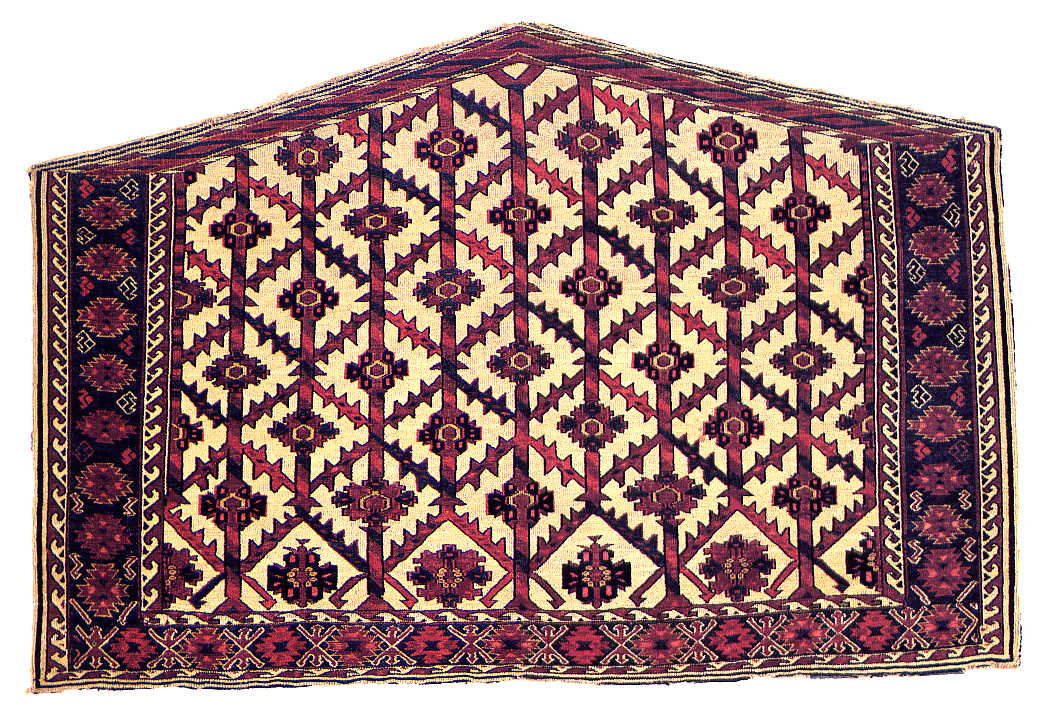
Ýomut-Asmalyk, Turkmenistan (beidseitiger Schmuckbehang der Reittiere bei turkmenischen Hochzeitsprozessionen)

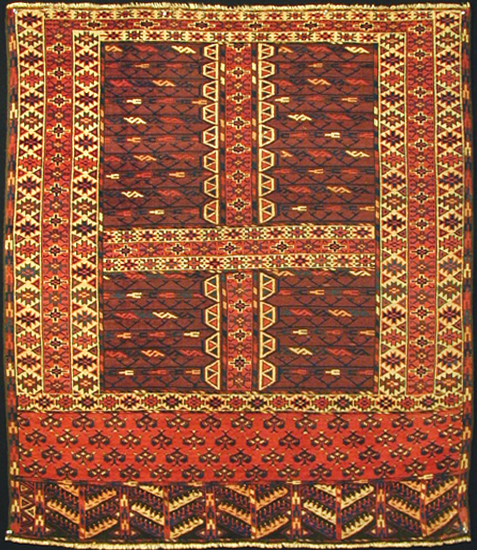
Mitte des 19. Jahrhunderts gefertigt: Ýomut-Teppich (Türbehängung); hier: Ausführung eines Hatschlu

Der Gökleň-Teppich (auch: Göklen oder Goklan) ist ein turkmenischer Teppich, der zum Typ der „Ýomuts (Yomuds)“-Teppiche gehört und ein Verbreitungsgebiet vom Kaspischen Meer bis nach Xiva in Usbekistan abdeckt. Eine möglicherweise größere Provenienz noch liegt auf persischem Gebiet. So entlang der Ufer des Atrak südlich des Kopet-Dag.
Die meisten der bekannten Buchara-Teppiche wie Brücken persischer Abstammung, sind Erzeugnisse der „Goklanen“. Paraphrasiert werden dabei typische Tekke- und Ýomut-Musterungen. Diese bestehen in achteckigen Rosenmotiven („Oktogon-Güls“) oder hakenbesetzten Rauten. Ein helles Rot beziehungsweise ein mit Braun-Tönen unterstütztes Rot bis hin zum violetten Dunkelrot prägen das Kolorit dieser Teppiche.
Hervorzuheben sind die „Silber-Buchara“, die einen weißen Grund aufweisen. Eine weitere Spezialität ist der „Seiden-Buchara“, der mit cremefarbigem beziehungsweise rubinrotem Grund aufwartet. Die Strukturen der Teppiche sind glatt und weisen einen mittelhohen Flor auf. Die Knüpfungsdichte liegt bei den wollenen Exemplaren bei etwa 280.000 persischen Knoten je Quadratmeter und bei den seidenen bei etwa 400.000 persischen Knoten.